# مارسیلی
مارسیلی (انگلیسی: Marsili) یک آتشفشان زیردریایی بزرگ در دریای تیرنی است که در فاصله ۱۷۵ کیلومتری ناپل قرار دارد. ارتفاع این دریاکوه حدود ۳٬۰۰۰ متر است و قله و دهانه آتشفشانی آن حدود ۴۵۰ متر پایین‌تر از سطح دریا قرار دارند. یا این که فوران این کوه در تاریخ ثبت نشده اما آتشفشان‌شناسان معتقدند که مارسیلی، ساختاری با دیواره‌های نسبتاً شکننده است که از سنگ‌های ناپایدار و کم‌چگالی ساخته شده‌است که از اتاقک ماگمای کم‌ژرفای زیرسطحی تغذیه می‌شود.